# Supercoppa UEFA 1986
La Supercoppa UEFA 1986 è stata l'undicesima edizione della Supercoppa UEFA.
Si è svolta il 24 febbraio 1987 allo stadio Louis II di Monaco, dove si sono affrontate la squadra vincitrice della Coppa dei Campioni 1985-1986, ovvero i rumeni della Steaua Bucarest, e la squadra vincitrice della Coppa delle Coppe 1985-1986, ossia i sovietici della Dinamo Kiev.
A conquistare il titolo è stata la Steaua Bucarest che ha battuto per 1-0 la Dinamo Kiev grazie al gol di Gheorghe Hagi, all'esordio con la maglia della Steaua.

## Partecipanti
| Squadre         | Qualificazione                                | Partecipazioni precedenti (il grassetto indica la vittoria) |
| --------------- | --------------------------------------------- | ----------------------------------------------------------- |
| Steaua Bucarest | Vincitrice della Coppa dei Campioni 1985-1986 | Nessuna                                                     |
| Dinamo Kiev     | Vincitrice della Coppa delle Coppe 1985-1986  | 1 (1975)                                                    |

## Tabellino
| Arbitro: | Luigi Agnolin |

|          |           |  |
| Hagi 44’ | Marcatori |  |

| Steaua Bucarest | Dinamo Kiev |

### Formazioni
| Steaua Bucarest (4-4-2) |    |                    |  |     |
|                         |    |                    |  |     |
| P                       | 1  | Dumitru Stângaciu  |  |     |
| D                       | 2  | Ștefan Iovan (c)   |  |     |
| D                       | 3  | Ilie Bărbulescu    |  |     |
| D                       | 4  | Adrian Bumbescu    |  |     |
| C                       | 5  | Tudorel Stoica     |  |     |
| D                       | 6  | Miodrag Belodedici |  |     |
| A                       | 7  | Marius Lăcătuș     |  | 89’ |
| C                       | 8  | Lucian Bălan       |  |     |
| A                       | 9  | Victor Pițurcă     |  |     |
| C                       | 10 | Gheorghe Hagi      |  | 84’ |
| C                       | 11 | László Bölöni      |  |     |
| Sostituzioni:           |    |                    |  |     |
| D                       | 14 | Mihail Majearu     |  | 89’ |
| A                       | 16 | Gavril Balint      |  | 84’ |
| Allenatore:             |    |                    |  |     |
| Anghel Iordănescu       |    |                    |  |     |

| Dinamo Kiev (4-4-2)  |    |                          |  |     |
|                      |    |                          |  |     |
| P                    | 1  | Viktor Čanov             |  |     |
| A                    | 2  | Ihor Bjelanov            |  | 50’ |
| D                    | 3  | Serhij Baltača           |  |     |
| D                    | 4  | Oleh Kuznjecov           |  |     |
| D                    | 5  | Anatolij Dem"janenko (c) |  |     |
| C                    | 6  | Vasyl' Rac               |  |     |
| C                    | 7  | Pavlo Jakovenko          |  |     |
| D                    | 8  | Andrij Bal'              |  |     |
| C                    | 9  | Oleksandr Zavarov        |  | 77’ |
| C                    | 10 | Vadym Jevtušenko         |  |     |
| A                    | 11 | Oleh Blochin             |  |     |
| Sostituzioni:        |    |                          |  |     |
| A                    | 12 | Oleh Morozov             |  | 77’ |
| C                    | 13 | Oleksij Mychajlyčenko    |  | 50’ |
| Allenatore:          |    |                          |  |     |
| Valerij Lobanovs'kyj |    |                          |  |     |